# Pag (sziget)
Pag Horvátország 5. legnagyobb szigete. Az Adriai-tenger északi részén helyezkedik el, területe 285 négyzetkilométer, tengerpartjának hossza körülbelül 300 kilométer. Lakossága, mintegy 8000 fő, 24 településen él. A sziget növényzete szegényes, sziklás területei óriásiak. A szigeten élők főleg turizmusból, állattenyésztésből, olívatermesztésből és sajtkészítésből élnek. A sziget a kopárságát a hideg szeleket hozó bórának köszönheti.

## Története
A sziget már a neolitikumban is lakott volt. Illír törzsek lakták, de liburni törzsek jelenlétére utalnak a Mihovilje nevű nekropolisznak a maradványai, mely a mai Novalja település mellett található. A rómaiak az i. e. 1. században vetették meg lábukat a szigeten. A megszállás közel 700 éven át tartott, ezalatt a rómaiak számos fejlesztést hajtottak végre.
A 6. században szlávok lakták Pag-ot, majd a 7. században jelentek meg a horvátok.
A 12. században Velencei Köztársaság több szigetet és várost elfoglalt Dalmácián. 1180-ban III. Béla is csatlakozott a Velenceiek elleni csatározásba, megvédte és a Magyar Korona részévé tette Pagot. 1244-ben IV. Béla szabad királyi városi címet ajándékozott Pag városnak. Még a 13. században nagy birtoklási harc tört ki Pag hovatartozását illetően. Zára magáénak akarta a teljes Pag szigetet, de legalább a déli részét Pag várossal. Rab az északi részt akarta magáénak tudni, egy örökösödési vita miatt pedig ki Frigyes herceg jelentkezett az egész szigetért. Az ügyben a velencei szenátus hozott döntést, akik az egész szigetet Zárának ítélte. 1311-ben a pagi lakosok segítséget kértek a velenceiktől, hogy támogassák őket egy Zadar elleni függetlenségi harcban. Ez a kezdeményezés elbukott és Zára 1312-ben felgyújtotta Pag várost.
Nagy Lajos részleges önállóságot adott Pag-nak és megtörte a zárai elnyomást. Erre válaszként Zadar ismételten felgyújtotta Pag várost. Az 1358-as zárai békével helyreállt a rend, Zárta és Pag viaskodásában. 1367-ben Nagy Lajos ismét szabad királyi várossá tette Pagot. 1382-ben Lajos halála után Zára megtámadta Pagot és ismételten felgyújtotta. Luxemburgi Zsigmond kiűzte a záraiakat a Pag szigetről. Nápolyi László király Zárát támogatta, a záraiak ismételten elfoglalták Pagot és immáron negyedszerre is felgyújtották. A zárai vérengzés azonban nem tartott már sokáig, ugyanis 1403-ban Nápolyi László eladta Pagot, Zárát és Novigradot Velencének. A velencei uralom alatt Pag részleges önállóságot nyert, amit az 1433-as pagi törvény is megerősít.
A 15. század közepén élhetőbb helyen – három kilométerre délre a régi Pagtól – újjáépítették a várost. Az ekkor felvirágzó sókereskedelem felizzította Pag hovatartozása körüli Rab és Zára között fennálló vitát. A vita eredménye lett, hogy a törökök elfoglalták a szigetet és népessége 1500 főre apadt. A törököket a velenceiek űzték el. A Velencei Köztársaság bukásával a sziget 1797-ben a Habsburg Birodalom része lett. Napóleon bukása után helyreállt az osztrák uralom. 1918-ban olasz megszállás következett.
1941 júniusában a fasiszta usztasa rezsim Slano-öbölben, Pag város közelében hozott létre egy koncentrációs tábort, ahol több ezer zsidó, szerb, horvát és disszidens halt meg. Később a keleti parton Metajna közelében jött létre nőknek és gyermekeknek a második koncentrációs tábor. Az áldozatokat gyakran brutálisan megölték, majd gödrökbe vagy a tengerbe hajították. A két tábort 1941. augusztusának végén, miután a szigetet átadták az olasz erőknek, bezárták. A túlélőket többnyire a Jasenovaci koncentrációs táborba vitték, amely a legnagyobb horvát láger volt.
A második világháború végével Pag is Jugoszlávia része lett, majd 1991-től Horvátország része.

## Közlekedés
Pag déli irányból 1968-tól közúton is elérhető. A jelenleg 106-os jelzésű főúton egy 301 m hosszú és 9 nyílású híd köti össze a szárazfölddel és az A1-es autópályával, illetve Zárával. Északon kompjárat üzemel Prizna és Žigljen között.

## Képgaléria

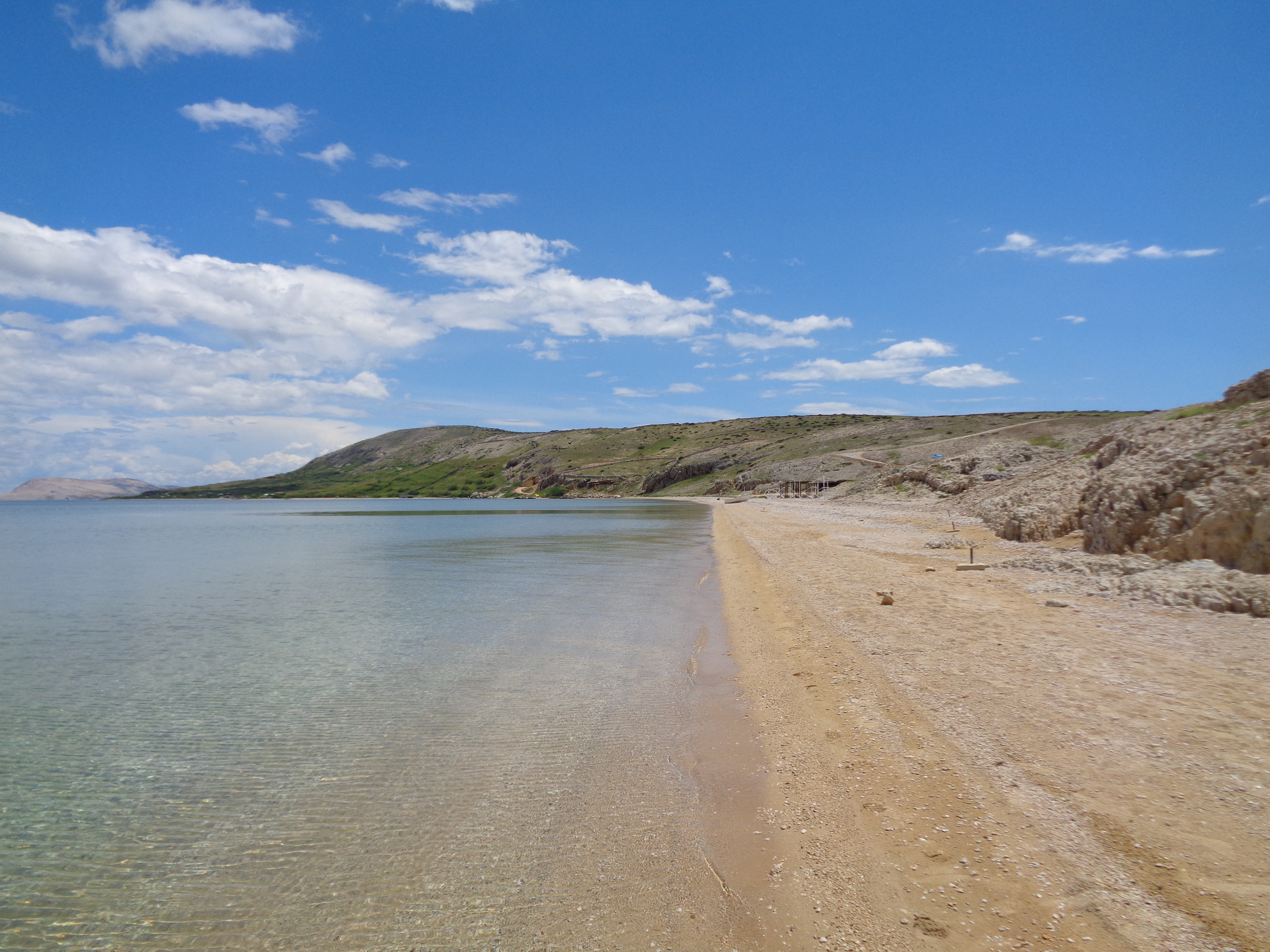
Pag, Kolan, Plaža Čista
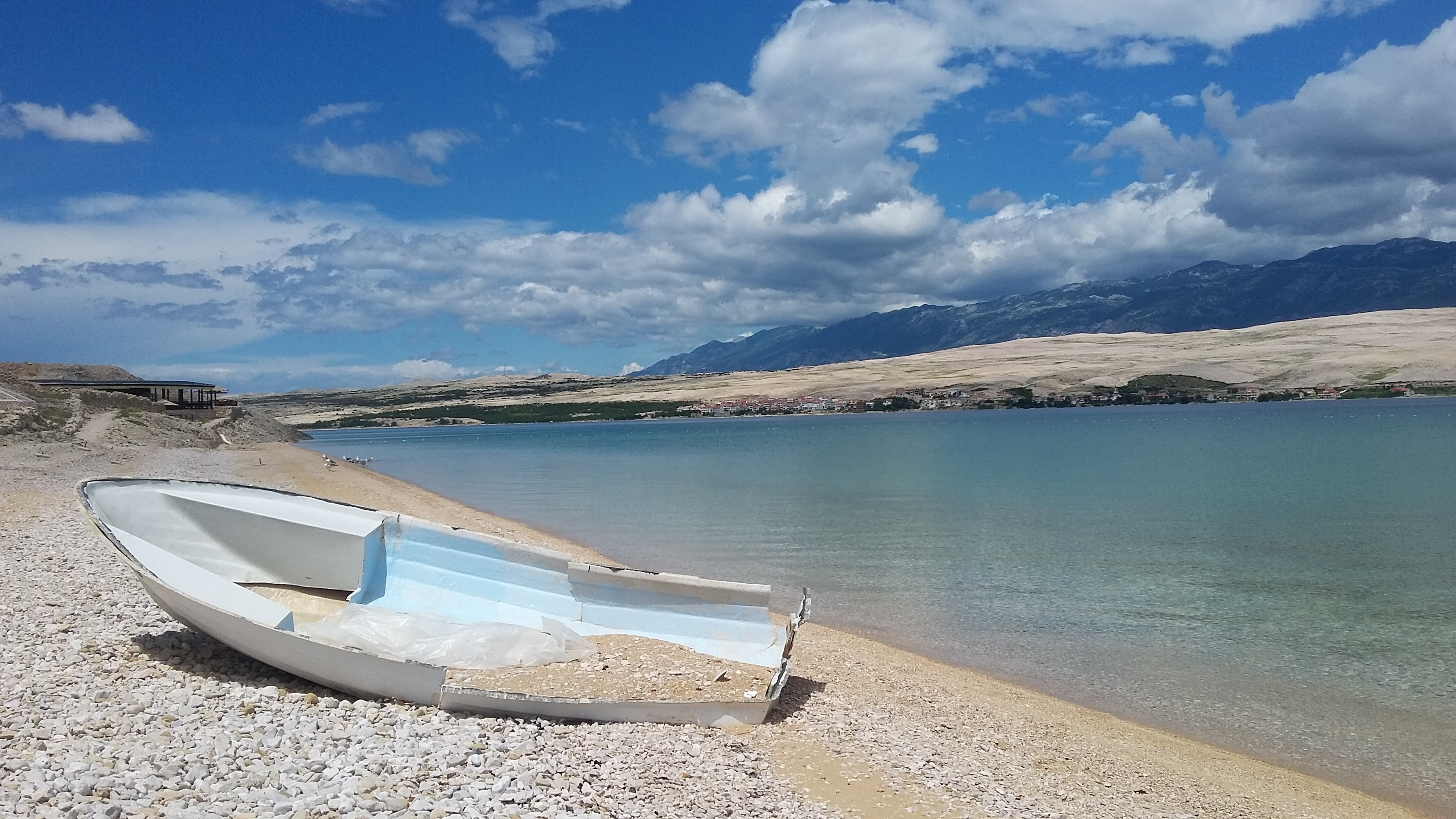
Pag, Kolan, Plaža Čista